# 毛線轟炸

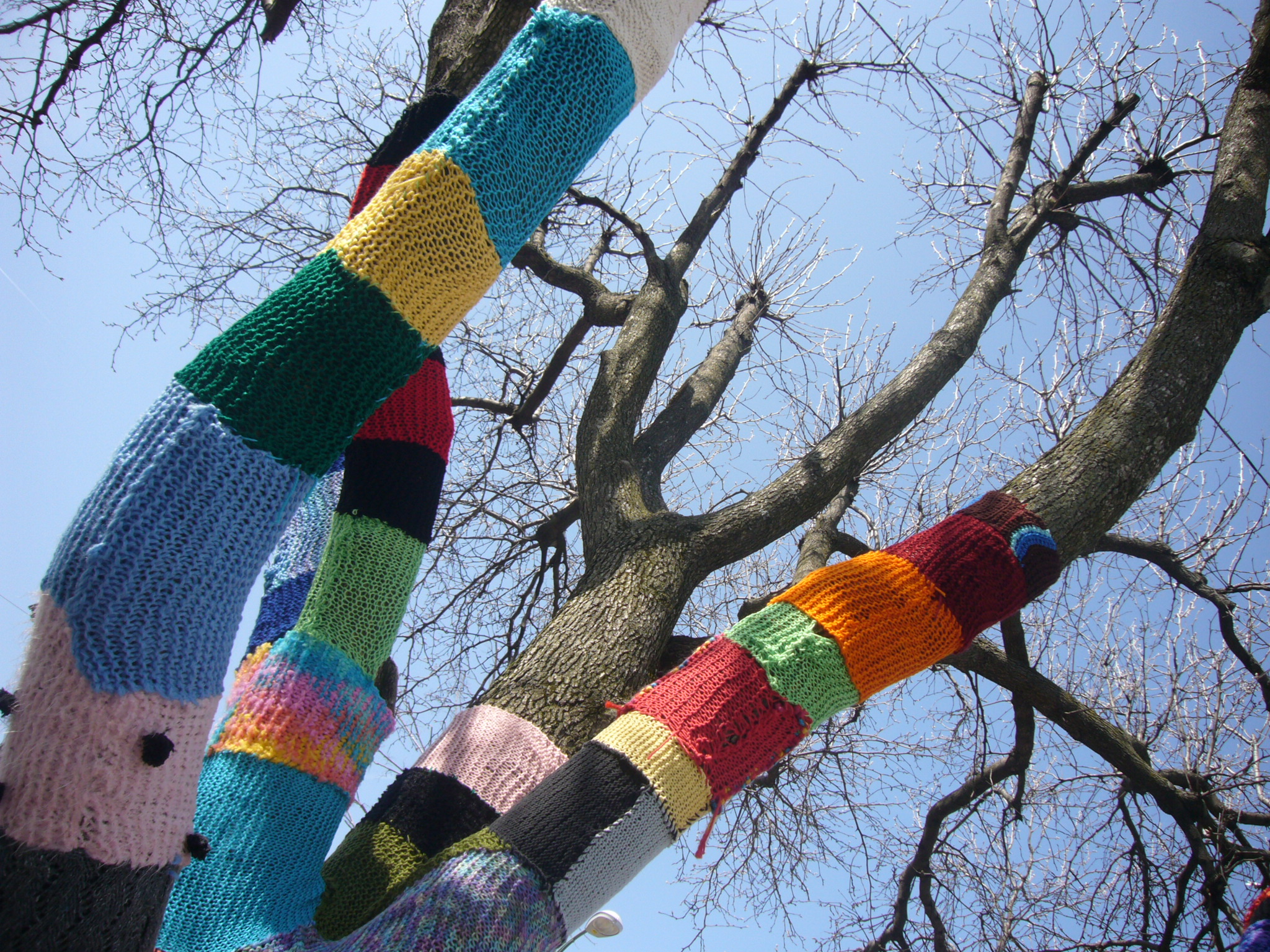
在樹上的毛線轟炸

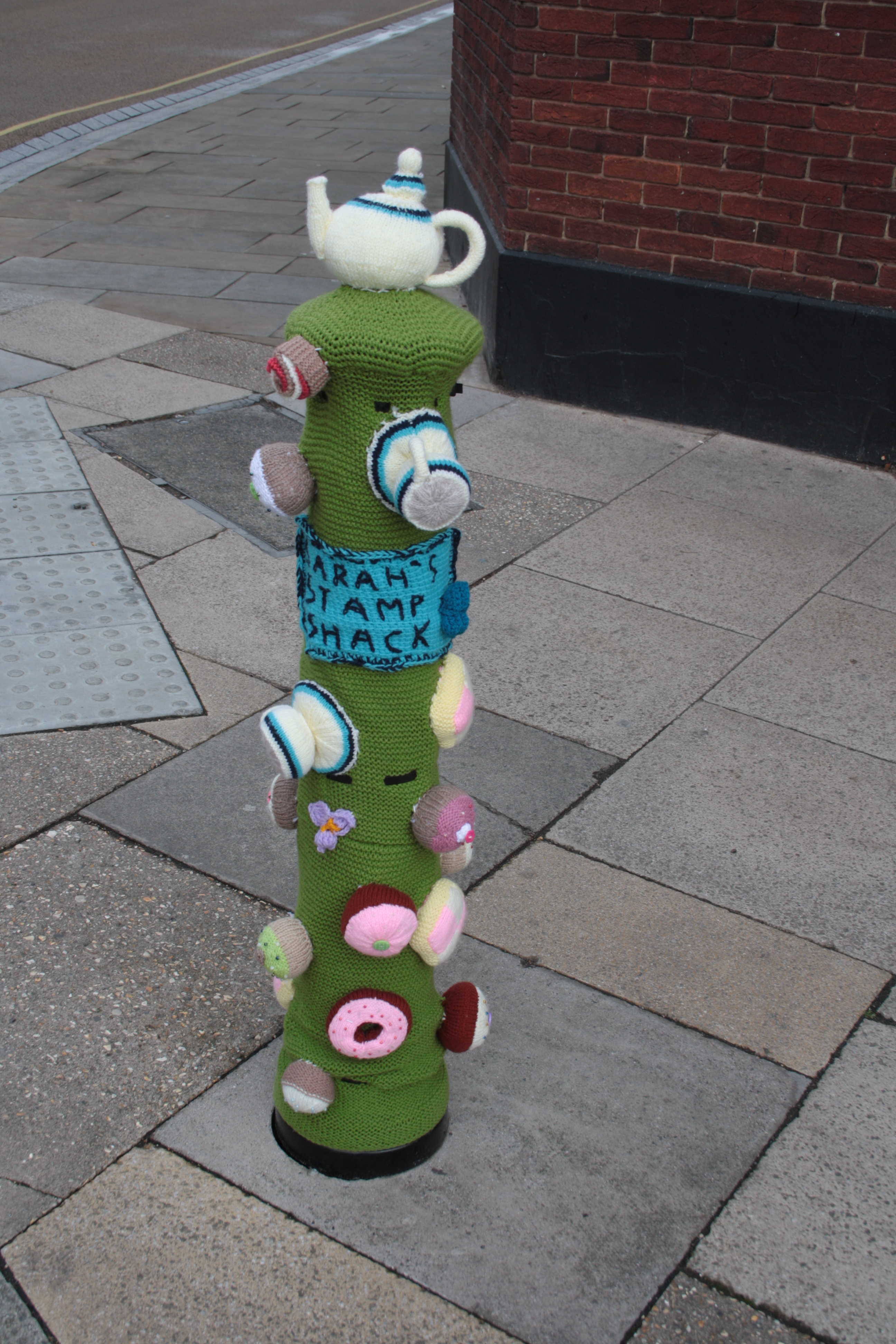
為英國Romsey的鄉鎮慶典創作的毛線轟炸

毛線轟炸算是塗鴉跟街頭藝術的一種，但是使用的素材是針織或鉤織的彩色毛線、而非油漆或粉筆，又稱作「編織游擊隊」或「城市編織」。

## 目的
雖然這樣的街頭藝術形態可以持續多年，但它們仍被視為非永久性的，而且跟其他的繪畫行街頭藝術相比，毛線創作可以容易地被去除。 理論上這樣的行動是非法的，但鮮少受到起訴。
毛線轟炸較為世人所接受，因為相較於其他表現性、裝飾性、領域性、廣告或破壞性的街頭藝術，毛線裝置的目的是重新定義原本不被重視的公共空間。 目前這個行動已擴及世界各地，很多城市的代表團體都有安排固定的行動及聚會。
根据Manuela Farinosi和Leopoldina Fortunati的研究表示，因為編織本身帶有的女性意涵，毛線轟炸與現在盛行的女權運動結合，使女性角色也能出現在傳統上以男性主導的塗鴉藝術中。 目前創作毛線轟炸的女性不分種族、年齡、階級，同樣只為妝點自己生活的公共空間。這種參與感激勵一些原本從來沒有動力參與公共事務。在她們的研究中指出藝術與政治的平衡，並認為毛線轟炸以一種微型政治語彙在一點一滴改變社會，這樣的力量並不輸給任何女性主義行動。 

## 歷史
這個創作被認為起源於美國德州，當地織工發明這種創意的方式以善用剩才，沒想到因此掀起一股全球性的潮流。

## 對環境的影響
毛線轟炸仍可能對植物產生潛在的負面影響，包括限制樹木的生長。 也因此有人認為要避免將毛線轟炸創作在自然生物體上。